# Municipio de Speedwell (Dakota del Norte)
El municipio de Speedwell (en inglés: Speedwell Township) es un municipio ubicado en el condado de Wells en el estado estadounidense de Dakota del Norte. En el año 2010 tenía una población de 57 habitantes y una densidad poblacional de 0,61 personas por km².

## Geografía
El municipio de Speedwell se encuentra ubicado en las coordenadas 47°27′22″N 99°35′7″O / 47.45611, -99.58528. Según la Oficina del Censo de los Estados Unidos, el municipio tiene una superficie total de 93.39 km², de la cual 92,55 km² corresponden a tierra firme y (0,9 %) 0,84 km² es agua.

## Demografía
Según el censo de 2010, había 57 personas residiendo en el municipio de Speedwell. La densidad de población era de 0,61 hab./km². De los 57 habitantes, el municipio de Speedwell estaba compuesto por el 100 % blancos. Del total de la población el 0 % eran hispanos o latinos de cualquier raza.